# Thysanopyga submarginata
Thysanopyga submarginata là một loài bướm đêm trong họ Geometridae.